# Elif Sönmez
Elif Sönmez (* 20. November 1978 in Istanbul) ist eine türkische Schauspielerin.

## Biografie
Elif Sönmez wurde am 20. November 1979 in Istanbul geboren. Sie studierte an der Accademia di Belle Arti di Brera. Ihr Debüt gab sie 2004 in der Fernsehserie Yağmur Zamanı. Von 2007 bis 2009 spielte sie in der Serie Asi mit. Anschließend war Sönmez 2010 in dem Film Gişe Memuru zu sehen. 2011 wurde sie für die Serie Reis gecastet. Ihre erste Hauptrolle bekam sie 2012 in Koyu Kırmızı.
2016 heiratete sie Burak Gürmeriç. Außerdem setzte sie 2017 ihre Karriere in Dayan Yüreğim fort. Danach trat Sönmez in Siyah İnci auf. 2019 bekam sie eine Rolle in Doğduğun Ev Kaderindir. Zwischen 2021 und 2022 spielte sie in der Serie Aziz eine Nebenrolle.

## Filmografie
Filme
- 2009: Sonsuz
- 2010: Gişe Memuru

Serien
- 2004: Yağmur Zamanı
- 2007–2009: Asi
- 2011: Reis
- 2012: Koyu Kırmızı
- 2012: Son
- 2012–2015: Karadayı
- 2017: Dayan Yüreğim
- 2017–2018: Siyah İnci
- 2019–2021: Doğduğun Ev Kaderindir
- 2021–2022: Aziz